# Есак
Есак или Ајсак (грч. Αίσακος) је у грчкој митологији био пророк.

## Етимологија
Име овог јунака значи „миртина грана“. Она је на гозбама старих Грка ишла од руке до руке као изазов за песму или причу. Првобитно, ово су можда била пророчанства изрицана на херојским гозбама, јер је ова биљка симболисала смрт.

## Митологија
О Есаку су писали Аполодор и Овидије у „Метаморфозама“. Био је син краља Пријама и Аризбе или Алексироје, која га је према гласинама, родила тајно у сенци планине Иде. Од свог деде, мајчиног оца, наследио је способност да тумачи снове. Тако је прорекао да ће дете рођено у тројанској краљевској кући донети пропаст Троји, када је чуо да је краљица Хекаба сањала буктињу.
Описан је као узоран супруг и када му је жена умрла, толико је патио за њом да су га богови из самилости претворили у птицу. Према другој, каснијој причи, он се страсно заљубио у нимфу Хесперију (или Астеропу) и прогањао ју је. Њу је при бекству ујела отровна змија и она је издахнула у наручју свог прогонитеља. Схвативши да је он одговоран за њену смрт, бацио се са стене у море. Тада су га богови претворили у птицу гњурца. У другој верзији приче он је покушавао да се убије непрекидно скачући са литице, па су га богови (односно Тетија) претворили у ову птицу која и даље скаче у море. Овидије је писао да Есака није снашла таква судбина у младости, да би дочекао славу свог полубрата Хектора.

## Друге личности
Према Нону, Есак је био заповедник рогатих кентаура који се придружио Дионису у његовом походу на Индију.

## Тумачење
Према Роберту Гревсу, птица гњурац је била посвећена богињи Атени и била је у вези са фармакосом, кога су њене свештенице бацале са литица.